# A muskétás
Az A muskétás (eredeti címe: The Musketeer) 2001-es amerikai akció-kalandfilm, amelyet Peter Hyams rendezett. A forgatókönyvet Alexandre Dumas A három testőr című regénye alapján Gene Quintano készítette. A főbb szerepekben Catherine Deneuve, Mena Suvari és Stephen Rea. 2001. szeptember 7-én mutatták be az Egyesült Államokban, Magyarországon 2003. március 20-tól volt megtekinthető a mozikban.

## Cselekmény
A 17. századi Franciaországban járunk, ahol a nép szenved az általános szegénységtől és a gyenge királytól. A kis gascogne-i D'Artagnan kénytelen tehetetlenül végignézni, ahogy az aljas Febre megöli a családját, de képes egy súlyos vágást ejteni az egyik szemén. Planchet, apja legjobb barátja, magához veszi D'Artagnant, és az évek során katonává képzi ki.
Tizennégy évvel később mindketten Párizsba utaznak, ahol D'Artagnan csatlakozni akar a híres-hírhedt királyi muskétásokhoz, ahogy egykor az apja is tette. A király testőrségét azonban elbocsátották, és sivár életet élnek a föld alatt és búvóhelyeken, míg vezetőjük, Treville börtönben raboskodik. Közben a hataloméhes Richelieu bíboros átvette az irányítást, és saját katonáival, Rochefort csatlós vezetésével elfoglalta a királyság kulcspozícióit. Febre szintén a csatlósok egyike.
D'Artagnan a hűséges muskétások, Athos, Porthos és Aramis segítségével kiszabadítja Treville-t, egyesíti a testőrséget, és elnyeri a királynő és udvarhölgye, Francesca kegyeit. Eközben Febre fellázad Richelieu ellen, és saját terveit szövögeti a királynő ellen. A királynőt és Francescát, akibe D'Artagnan beleszeretett, egy erősen megerősített várban tartja fogva. Richelieu D'Artagnan segítségét kéri. Mikor D'Artagnan a muskétásokhoz fordul, azok először visszautasítják, mert magyarázat nélkül hagyta őket hátra, amikor a királynőt és Francescát egy titkos küldetésre kísérte.
D'Artagnan egyedül utazik a kastélyba, de végül a muskétásokkal és Planchettel megrohamozzák a várat. Febre rálő Francescára, ezért D'Artagnan kihívja egy párbajra. A párbajban Febre életét veszti. A király kitünteti a muskétásokat, majd D'Artagnan és Francesca összeházasodnak.

## Szereplők
| Szerep                     | Színész              | Magyar hangja      |
| -------------------------- | -------------------- | ------------------ |
| a királynő                 | Catherine Deneuve    | Kútvölgyi Erzsébet |
| Francesca Bonacieux        | Mena Suvari          | Szávai Viktória    |
| Richelieu bíboros          | Stephen Rea          | Barbinek Péter     |
| Febre, a feketeruhás férfi | Tim Roth             | Epres Attila       |
| D'Artagnan                 | Justin Champbers     | Miller Zoltán      |
| Bonacieux                  | Bill Treacher        | Kristóf Tibor      |
| XIII. Lajos                | Daniel Mesguich      | Cs. Németh Lajos   |
| Rochefort                  | David Schofield      | Forgács Gábor      |
| Aramis                     | Nick Moran           | Welker Gábor       |
| Porthos                    | Steve Speirs         | Gesztesi Károly    |
| Athos                      | Jan Gregor Kremp     | Sörös Sándor       |
| Lord Buckingham            | Jeremy Clyde         | Orosz István       |
| Treville                   | Michael Byrne        | Szokolay Ottó      |
| Planchet                   | Jean-Pierre Castaldi | Izsóf Vilmos       |
| Madame Lacross             | Tsilla Chelton       | Kassai Ilona       |
| D'Artagnan apja            | Luc Gentil           | Varga Tamás        |
| D'Artagnan anyja           | Catherine Erhardy    | n.a                |
| fiatal D'Artagnan          | Max Dolbey           | Baráth István      |
| Mathilde                   | Carrie Mullan        | Csifó Dorina       |

## Fogadtatás

### Kritikai visszhang
A kritikusok nem voltak elragadtatva a filmtől. A Rotten Tomatoeson 11%-os minősítést ért el 97 értékelés alapján, az összefoglaló szerint: „A hongkongi ihletésű akciójelenetek kerülnek a középpontba  A három testőr legújabb adaptációjában. Sajnos a történet túlzottan leegyszerűsített és a karizmatikus főszereplő nem túl karakteres, a film laposra sikeredett.” Jay Carr a Boston Globe-tól azt írta: „A képek szépek, Gene Quintano forgatókönyve pedig mindenkit eljuttat A pontból B pontba, bár nem érzékelhető a szellemesség vagy a finomság.” Megan Rosenfeld a Washington Posttól azt írta: „Úgy tűnik, hogy azon az elven tervezték, hogy ha egy harc jó, akkor a tucatnyinak jobbnak kell lennie.” Mark Rahner a Seattle Timestól azt írta: „Az akciót olyan rosszul szerkesztették meg és olyan sötét megvilágítású, hogy nehéz megmondani, mi történik.”
A Metacritic 27 pontot adott a 100-ból 23 vélemény alapján. Roger Ebert úgy vélte: „Szigorú pontossággal nem tudom ajánlani ezt a filmet. Akció és motiváció, rosszul definiált karakterek és akció-üvöltések összevisszasága.” Charles Savage a Miami Heraldtól azt írta: „A rendkívüli jellegének elmaradása így még inkább vágó, és redundanciája még inkább megbocsáthatatlan.” Stephen Holden a New York Timestól azt írta: „Dramaturgiailag és vizuálisan is ellentmondásba kerül önmagával, amikor megpróbálja egyazon filmben ötvözni a régi vágású kosztümös drámát és az MTV-stílusú ritmust és attitűdöt. Az ellentétek gyakran abszurdak.”

### Bevétel adatai
A Box Office Mojo szerint a film veszteséges volt. A 40 millió dolláros költségvetésre 32,5 millió dolláros bevételt szerzett.